# Maciço do Mercantour
O Maciço do Mercantour - Massif du Mercantour em francês e Massiccio del Mercantour em italiano - é na realidade a parte francesa  do Maciço do Mercantour/Argentera . 
Este   maciço que faz parte dos Alpes Ocidentais na sua secção da Cordilheira dos Alpes Marítimos e se encontra dividido entre os departamento francês dos Alpes Marítimos e Alpes da Alta Provença do lado da frança, e no Piemonte em Itália. O ponto mais alto é a Cime du Gélas com 3.143 m e que serve de fronteira França-Itália e se encontra na província de Cuneo (IT).
O nome do maciço provém do Cume do Mercantour que mesmo sendo um pico secundário  com 2.772 m lhe deu o nome.

## Mercantour/Argentera
Maciço da Argentera, é assim que é conhecido o lado italiano do maciço  razão porque na imagem da caixa ele aparece como  Mercantour/Argentera.

## Parque
Numa parte do maciço fica o Parque nacional do Mercantour que foi creado em 18 Ago. 1979 e ocupa uma superfície de 685 km2.

## Geografia
Composta por rocha sedimentar e rocha metamórfica, o maciço estende-se do Rocher des Trois-Évêques, perto do colo da Bonette, e o colo de Tende.
Está compreendido :
- a Norte pelo maciço onde corre o Rio Ubaye
- a Leste pelos  Alpes Ligures
- a Sudeste pelos Pré-Alpes de Nice
- a Sul pelo que os franceses chamam os Préalpes de Castellane, mas que não é mais do que uma parte dos Pré-Alpes de Grasse, e o Rio Var.
- a Oeste pelo Maciço do Pelat.

## Imagem

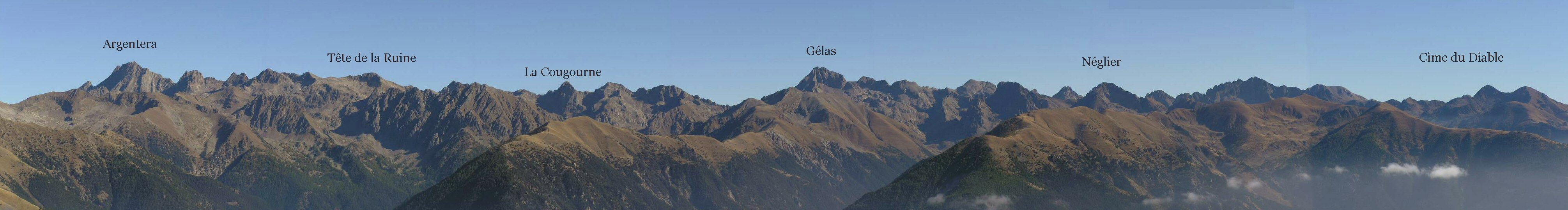
Panorama e legendas do Mercantour

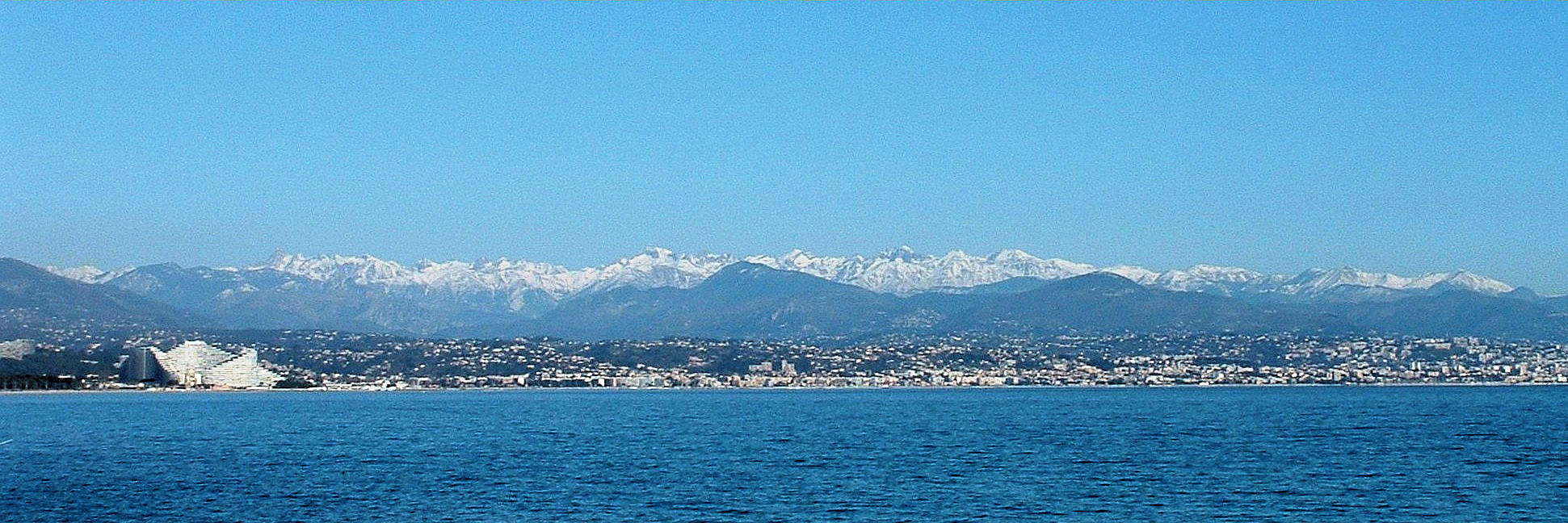
O maciço do Mercantour, no Inverno, visto da bacia dos Anjos

O Parque do Mercantour a verde-musgo junto à Itália, a Noroeste.